# 巷空瀨
巷空瀨，為台灣澎湖縣白沙鄉的一個島嶼。島嶼位置在目斗嶼東南方約800公尺的海上，為一礁岩淺坪。
巷空瀨並未被列入的2005年澎湖縣島嶼數量研究案中的90島中，但其達到國際海洋公約對於島嶼的標準（四面環水並在高潮時高於水面的自然形成的陸地區域）。